# Función potencial de Stevens
La ley de la energía de Stevens es una relación propuesta entre la magnitud de un estímulo físico y su intensidad o fuerza percibida. 
Se considera extensamente reemplazar la ley de Weber-Fechner sobre la base que describe una gama más amplia de sensaciones, aunque los críticos analizan la posibilidad de que la validez de la ley sea contingente en la virtud de los acercamientos a la medida de intensidad percibida que se emplean en experimentos relevantes. La teoría recibe su nombre en honor del psicofísico estadounidense Stanley Smith Stevens (1906–1973). Aunque la idea de una ley de la energía había sido sugerida por investigadores del siglo XIX, se otorga el crédito a Stevens de haber restablecido la ley y de haber publicado, en 1957, una serie de datos psicofísicos que la respaldaban. La fórmula general de la ley es:
{\displaystyle \psi (I)=kI^{a},\,\!}
- Datos: Q1756697